# Caesar Molebatsi

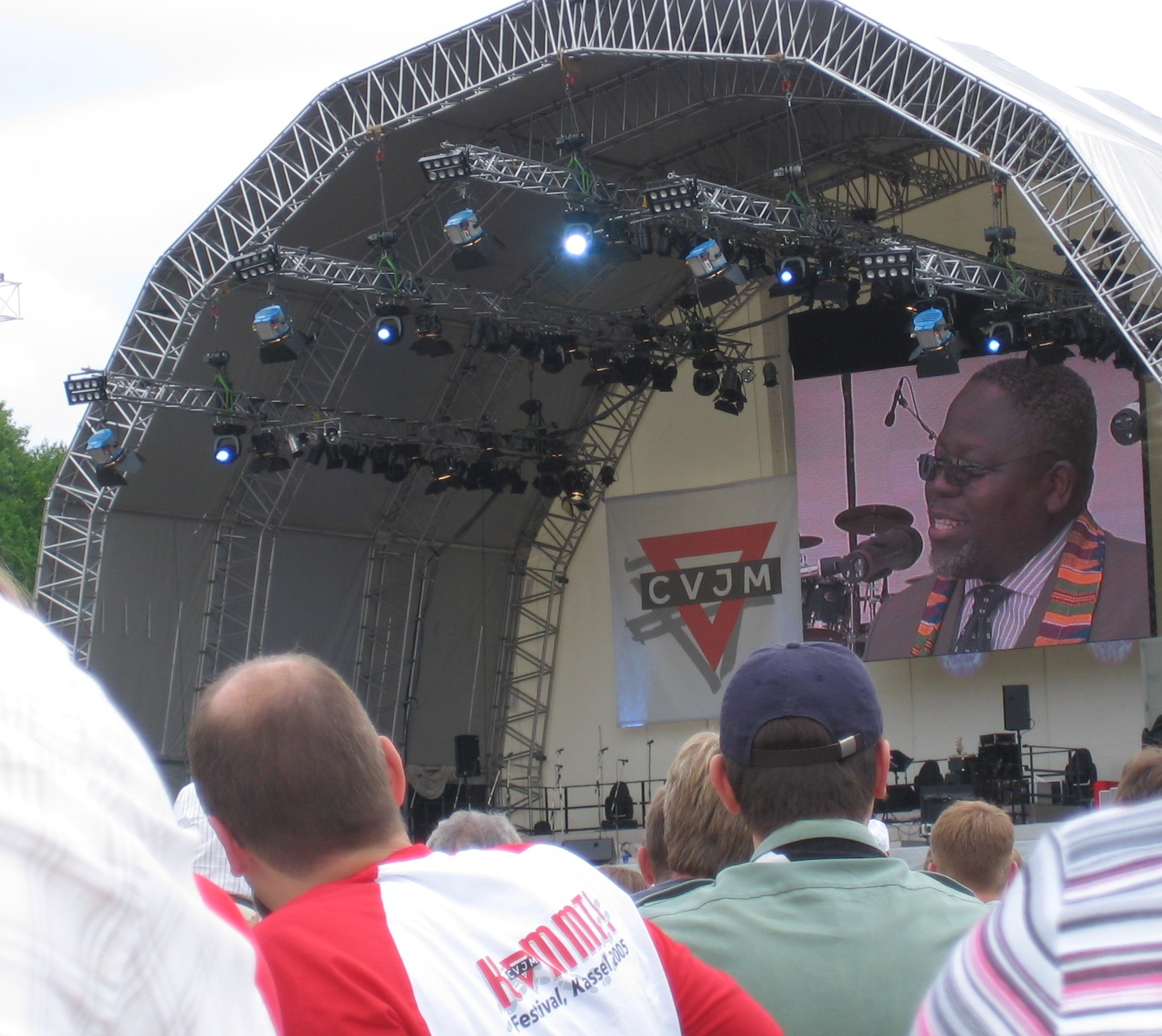
Caesar Molebatsi beim CVJM Festival „kommt!“ (Juni 2005)

Caesar Molebatsi (* 1949) ist südafrikanischer Theologe und war von 2002 bis 2006 der Präsident des CVJM-Weltbundes.
Sein Nachfolger im CVJM ist Martin Meißner.
Caesar Molebatsi kämpft schon sehr lange für soziale Gerechtigkeit und Selbstbestimmung in Südafrika, in dem er sich viel in Jugend- und Wirtschaftsentwicklung engagiert. Außerdem moderiert er einige Fernsehshows und -Serien, die sich mit diesen Themen befassen und den „Puls“ Südafrikas reflektieren.
Caesar hat einen Masterabschluss in Kommunikation sowie in Theologie und einen Bachelorabschluss in Bibelliteratur. Mit seinem weiten Wissen arbeitet er auch als Unternehmensberater und ist ein internationaler Redner zu den Themen Transformation, Versöhnung und Gerechtigkeit, Menschenrechten und soziale Verantwortung, organisatorische Kommunikation, Management der Vielfalt und Empowerment.